# Charles Boyer
Charles Boyer (født 28. august 1899 i Figeac, Frankrig, død 26. august 1978 i Phoenix, Arizona, USA) var en fransk skuespiller.
Boyer teater- og filmdebuterede i 1920. I fransk film vandt han popularitet med roller i bl.a. La Bataille (1934), Liliom (1934) og Mayerling (Mayerling-dramaet, 1936). Han blev derefter en meget benyttet hovedrolleindehaver i amerikansk film, hvor han viste sin både sensuelle og kultiverede charme i film som Conquest (Maria Walewska, 1937; som Napoleon Bonaparte), Pépé le Moko i Algiers (Algier, 1938) og Gaslight (Gaslys, 1944). Han medvirkede også i den populære fjernsynsserie The Rogues (A/S Storsvindlerne, 1964).